# Férfi 3 méteres szinkronugrás a 2022-es úszó-világbajnokságon
A 2022-es úszó-világbajnokságon a műugrás férfi szinkron 3 méteres versenyszámának selejtezőjét június 26-án délelőtt, a döntőjét pedig délután rendezték meg a budapesti Duna Arenában.
A kínai Cao Jüan (Cao Yuan), Vang Cung-jüan (Wang Zongyuan) páros nyerte a férfi 3 méteres szinkronugrás döntőjét a vizes sportesemény első versenynapján, megelőzve a brit Jack Laugher, Anthony Harding kettőst és a németek versenyzőit, Timo Barthelt, illetve Lars Rüdigert.

## Versenynaptár
Az időpont(ok) helyi idő szerint olvashatóak (UTC +01:00):
| Dátum                      | Időpont       | Forduló   |
| -------------------------- | ------------- | --------- |
| 2022. június 26., vasárnap | 09:00 – 10:05 | Selejtező |
| 2022. június 26., vasárnap | 16:00 – 17:15 | Döntő     |

## Eredmény
Zölddel kiemelve a döntőbe jutottak.
| #   | Versenyző                                               | Ország                      | Selejtező | Selejtező | Döntő  | Döntő   |
| #   | Versenyző                                               | Ország                      | Pontok    | Rangsor   | Pontok | Rangsor |
| --- | ------------------------------------------------------- | --------------------------- | --------- | --------- | ------ | ------- |
|     | Cao Jüan (Cao Yuan) Vang Cung-jüan (Wang Zongyuan)      | Kína (CHN)                  | 446,07    | 1         | 459,18 | 1       |
|     | Anthony Harding Jack Laugher                            | Egyesült Királyság (GBR)    | 413,13    | 2         | 451,71 | 2       |
|     | Timo Barthel Lars Rüdiger                               | Németország (GER)           | 383,07    | 5         | 406,44 | 3       |
| 4.  | Guillaume Dutoit Jonathan Suckow                        | Svájc (SUI)                 | 345,00    | 9         | 376,05 | 4       |
| 5.  | Jules Bouyer Alexis Jandard                             | Franciaország (FRA)         | 387,27    | 3         | 375,54 | 5       |
| 6.  | Lorenzo Marsaglia Giovanni Tocci                        | Olaszország (ITA)           | 361,65    | 6         | 372,33 | 6       |
| 7.  | Sebastián Morales Mendoza Luis Felipe Uribe Bermudez    | Kolumbia (COL)              | 386,37    | 4         | 364,62 | 7       |
| 8.  | Diego García de la Fuente Yolotl Otniel Martínez Cabral | Mexikó (MEX)                | 358,26    | 7         | 363,21 | 8       |
| 9.  | Olekszandr Horskovozov Oleh Kolodij                     | Ukrajna (UKR)               | 353,64    | 8         | 362,43 | 9       |
| 10. | Adrian Giovanni Abadía García Nicolás García Boissier   | Spanyolország (ESP)         | 331,02    | 12        | 354,60 | 10      |
| 11. | Chew Yiwei Ooi Tze Liang                                | Malajzia (MAS)              | 337,23    | 11        | 337,83 | 11      |
| 12. | Liam Stone Frazer Tavener                               | Új-Zéland (NZL)             | 337,86    | 10        | 322,11 | 12      |
|     |                                                         |                             |           |           |        |         |
| 13. | Frandiel Gómez Jonathan Ruvalcaba                       | Dominikai Köztársaság (DOM) | 327,63    | 13        |        |         |
| 14. | Sandro Melikidze Tornike Onikashvili                    | Grúzia (GEO)                | 316,95    | 14        |        |         |
| 15. | Tyler Downs Quinn Henninger                             | Egyesült Államok (USA)      | 299,43    | 15        |        |         |
| 16. | Abdulrahman Abbas Hasan Qali                            | Kuvait (KUW)                | 287,10    | 16        |        |         |